# Serra do Mel
Serra do Mel é um município no estado do Rio Grande do Norte. Antigo projeto de colonização, Serra do Mel logo passou a ser município, consolidando sua economia na produção de caju, com base nas atividades familiares.

## História
O município de Serra do Mel nasceu de um projeto de colonização idealizado em 1970 pelo então governador potiguar José Cortez Pereira de Araújo, implantado em 1972, ainda em seu governo, mas somente concluído no ano de 1982 com a ocupação de quase todas as suas vilas rurais.
O projeto de colonização que deu origem ao município foi executado conforme o modelo dos Moshav (Israel) e tinha por finalidades:
- Constituir uma reforma agrária na região, através da doação de lotes em condições favoráveis aos pequenos agricultores;
- Absorver parte do contingente do parque salineiro que fora desempregado pela mecanização das salinas nas áreas próximas.

Sua colonização teve início a partir de sua criação, com o assentamento das primeiras vilas: Paraná, São Paulo, Guanabara, Santa Catarina e Rio Grande do Sul. Sendo, no total, estruturado para atender 1.196 famílias.
O deslocamento dessas famílias ocorreu gradativamente, e em 1982, ano de conclusão do projeto, já contava com 19 vilas colonizadas, totalizando 1.003 famílias residentes.

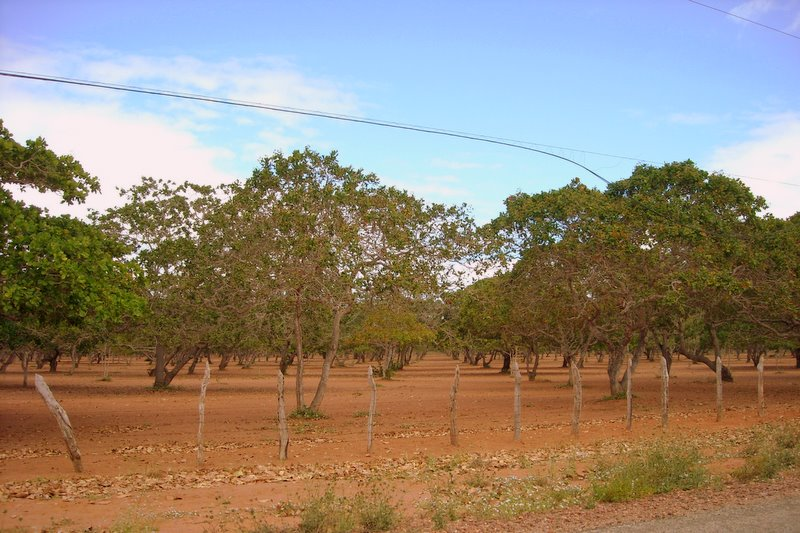
Lote com cajueiros

Em 1984 se deu a colonização de todas as vilas que compunham  projeto, e os primeiros resultados começaram a surgir da produção agrícola. Em pouco tempo Serra do Mel passou a ser um grande celeiro produtivo do Rio Grande do Norte, principalmente através do projeto estimulador da prática do cooperativismo aliado à cultura do cajueiro e à grande exportação de castanha caju.
Assim, no dia 13 de maio de 1988, de acordo com a Lei nº 056, Serra do Mel conseguiu sua autonomia política, tendo suas terras desmembradas de Assu, Areia Branca, Carnaubais e Mossoró, tornando-se um novo município do Rio Grande do Norte, o único a ter sua origem a partir de uma área de assentamento de trabalhadores sem terra no Estado.

## Características

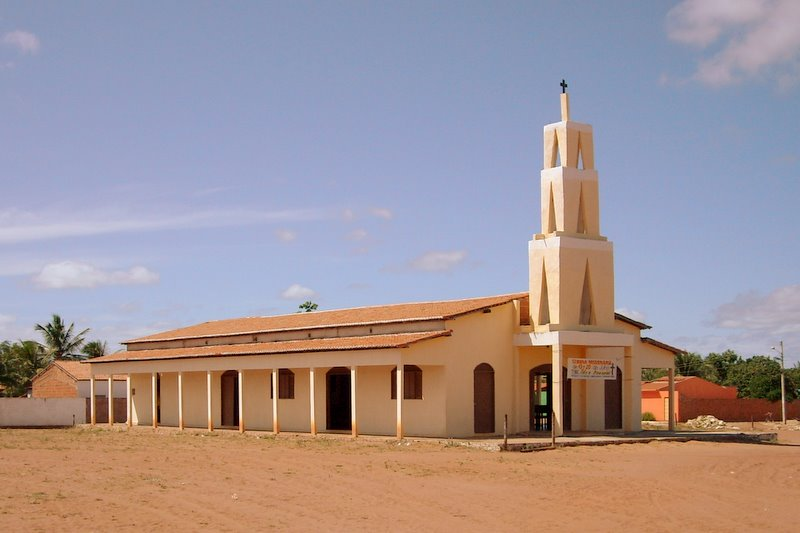
Igreja Matriz de N. Sra. Aparecida

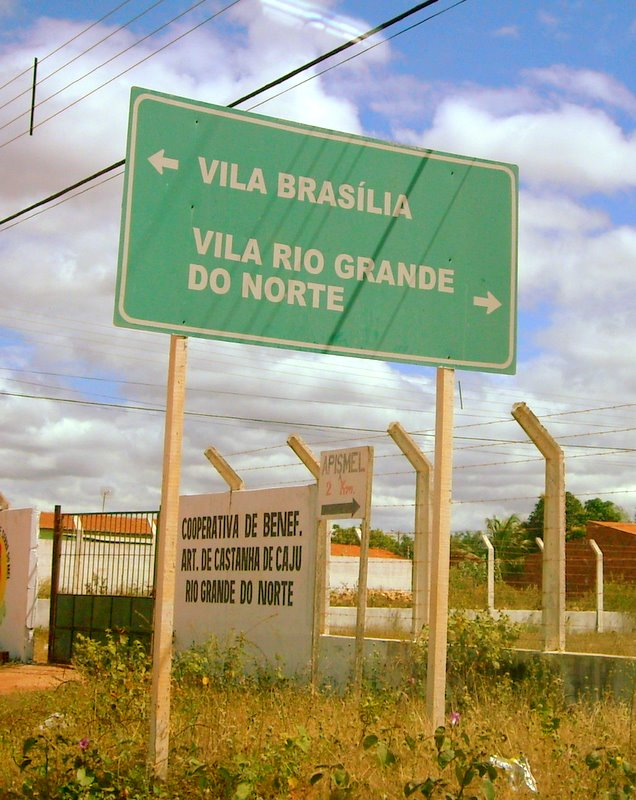

O município de Serra do Mel está dividido em vilas comunitárias de produção, sendo 23 núcleos habitacionais (22 vilas rurais e 1 vila central) que receberam, cada uma, o nome de um Estado Brasileiro. Situado numa região ímpar em nível geográfico e clima, o município prosperou rapidamente e em pouco tempo viu crescer o seu núcleo populacional.
São 1.196 lotes agrícolas no espaço original do projeto de colonização. Cada um dos lotes com 50 hectares, sendo 1.174 com 250 metros de largura por 2.000 metros de comprimento e apenas 22 (aqueles que estão situados ao lado na área habitacional de cada vila), com a mesma área, mas com 500 metros de largura por 1.000 metros de comprimento. Os lotes agrícolas de Serra do Mel, quase todos com 50 hectares, foram projetados para dispor de:
- 15 ha para a cultura do caju (permanente);
- 10 ha para as culturas temporárias;
- 25 ha em mata nativa para reserva florestal.

Cada um dos lotes agrícolas originais de 50 hectares (ou com pequenas variações de área) foi recebido pelo colono com 15 hectares plantados de cajueiros, em espaçamento de 10m x 10m, no sistema quincôncio, perfazendo 1.725 pés em cada lote, distribuídos em 69 fileiras (carreirões) com 25 plantas em cada. Originalmente, portanto, o projeto dispunha de 2.063.100 cajueiros, plantados em 17.940 hectares.

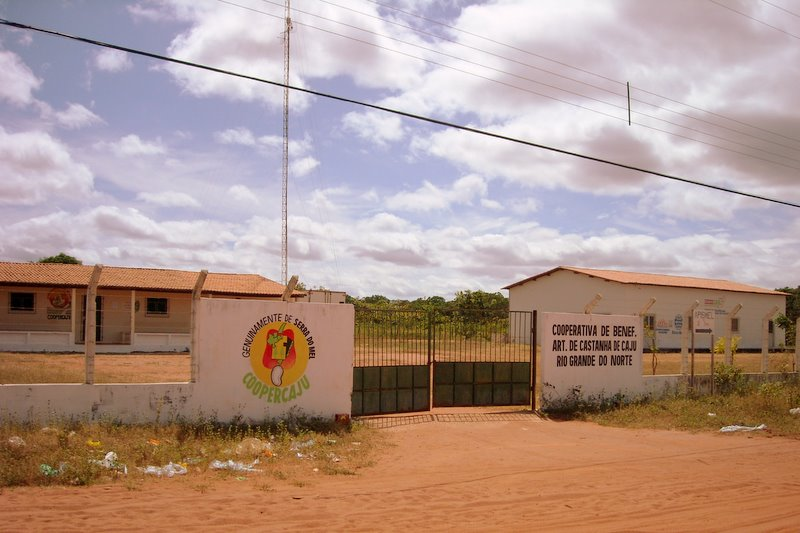
Coopercaju - Beneficiamento de Castanha

Para as culturas anuais foram reservados originalmente 11.960 hectares, sendo 10 hectares em cada lote.
A área legalmente considerada urbana compreende as vilas Brasília, Rio Grande do Norte, Pernambuco, Sergipe e Goiás, abrangendo cerca de 30 km², para uma população de aproximadamente 2 mil habitantes, espalhados em núcleos que distam até 10 km, como as vilas Pernambuco e Goiás, ou 5 km, que é a distância das vilas centrais (Brasília e Rio Grande do Norte) para qualquer uma das outras vilas que compõem a área urbana do município.
Cada vila conta com serviços básicos de saúde, educação, abastecimento de água, energia e armazenamento.

## Geografia

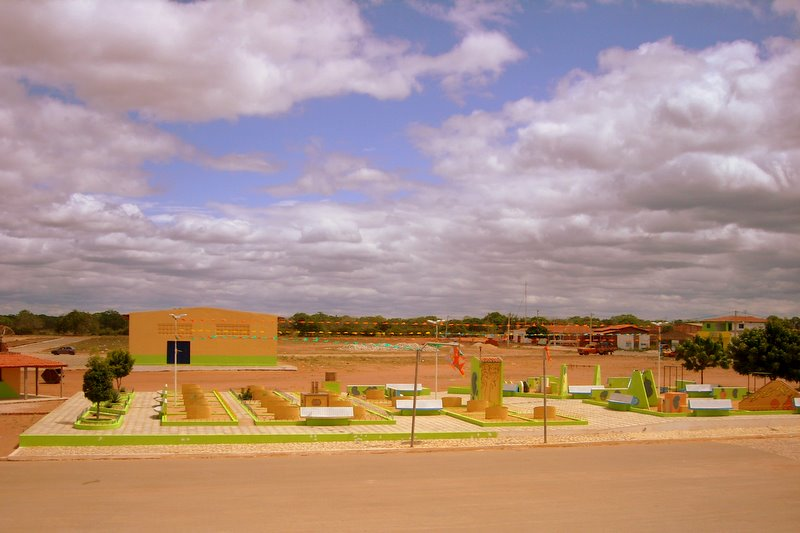
Praça central que representa a distribuição das vilas de Serra do Mel

Situado numa área onde o sertão e o litoral se encontram, no extremo noroeste do estado, em meio aos vales do Assu e Apodi, região de terras produtivas encravadas entre os rios Mossoró e Assu, o município de Serra do Mel tem uma extensão territorial de 617 km², pertence à Mesorregião Oeste Potiguar, inserido na Microrregião de Mossoró.
Localiza-se a uma altitude média de 215 metros acima do nível do mar, situando-se numa posição geográfica determinada pelo paralelo de 05°10'12" de Latitude Sul e 37°01'46" de Longitude Oeste.
A distância em relação à capital é de 300 km rodoviários.
- Ao norte com o município de Areia Branca;
- Ao sul com o município de Assu;
- Ao leste com os municípios de Carnaubais e Porto do Mangue;
- A oeste com o município de Mossoró.

### Clima e vegetação

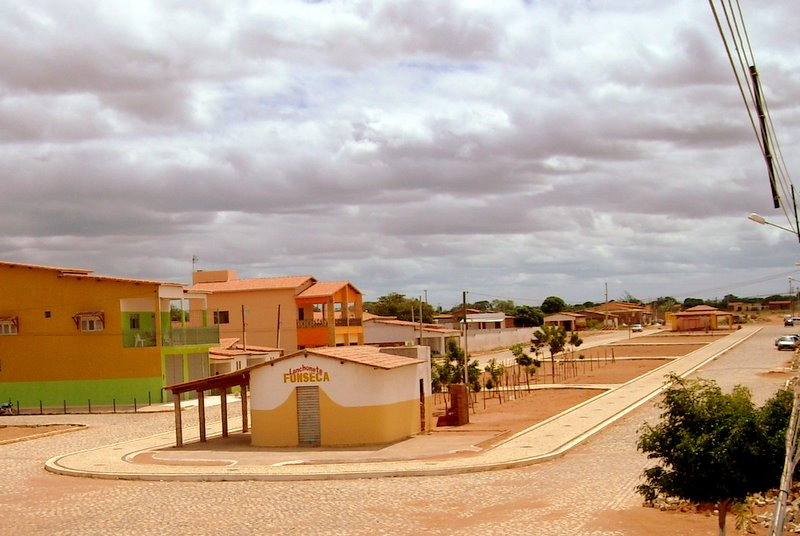
Calçadão e canteiro central

O clima é semi-árido, com temperatura média anual de 27 °C. A umidade relativa do ar média anual é de 69%. A vegetação é formada, entre outras espécies, por jurema preta, mufumbo, faveleiro, marmeleiro, xiquexique e facheiro, sendo o tipo predominante a caatinga hiperxerófila, de caráter mais seco, com abundância de cactáceos, plantas de porte mais baixo e espalhadas, segundo levantamento realizado pela Universidade Federal Rural do Semi-árido (UFERSA).

### Relevo e geologia
O relevo apresenta-se em forma de tabuleiro, com topografia plana e suavemente ondulada,  declividades variando de O a 5 por cento, de 100 a 200 metros de altitude e as serras existentes no município são: Serra do Mel e Serra do Carmo. Quanto aos aspectos geológicos, o município está situado em área de abrangência do Grupo Barreiras, da Idade Terciária, 30 milhões de anos, caracterizado por arenitos e siltitos com intercalações de argilas variadas, arenitos caulínicos e lateritas que formam espessos solos inconsolidados arenosos de coloração avermelhada.

### Recursos hídricos

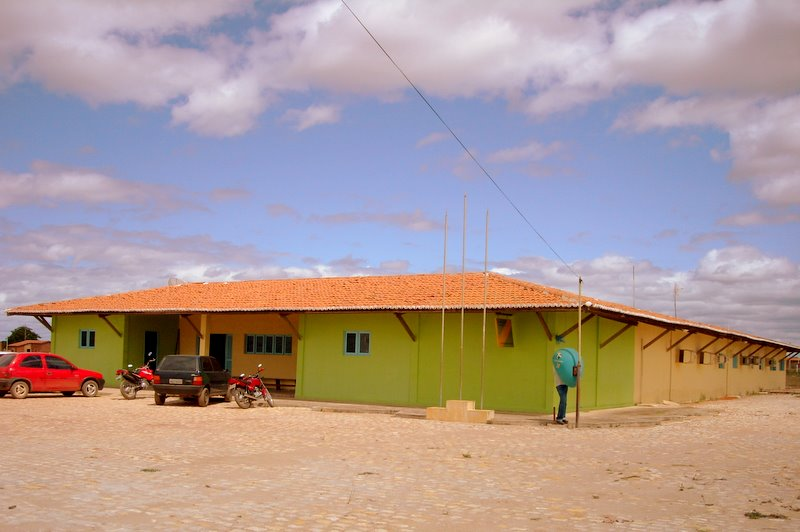
Prédio da Prefeitura

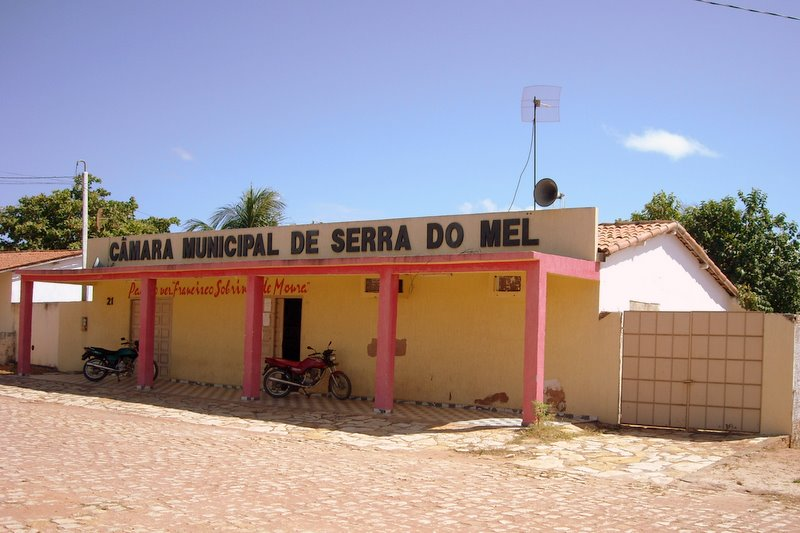
Câmara Municipal de Serra do Mel, sede do poder legislativo.

O Grupo Barreiras, no local, apresenta um espesso pacote que recobre os sedimentos de Bacia Potiguar. Os recursos hídricos estão armazenados em  arenitos finos e grosseiros, conglomerados, arenitos argilosos, caulínicos e ferruginosos níveis de cascalho, lateritas e argilos variados de coloração amarela e avermelhada. Este aqüífero apresenta-se confinado, semiconfinado e livre em algumas áreas. Os poços construídos mostram capacidade máxima de vazão, variando entre 5 a 100 m³/h, com água de excelente qualidade química e baixos teores de sódio. O potencial hidrográfico do município de Serra do Mel pertence às Bacias Apodi/ Mossoró e Piranhas/Assu.
O município não dispõe de mananciais com qualidade e quantidade que permitam a implantação de obras de abastecimento. Portanto, fez-se necessário o beneficiamento de oferta d’água através do Sistema Adutor Mossoró, que tem como objetivo o abastecimento humano e dessedentação animal. Também conhecido como Adutora Jerônimo Rosado, o sistema possui uma extensão total de 123,40 km, a captação d’água bruta é feita na margem esquerda do Rio Açu confluência com o Rio Paraú, a jusante da Barragem Armando Ribeiro Gonçalves, localizado no município de
Açu e possibilita uma vazão total de 373 L/s ou 1.342,80 m³/h.

## Saúde e saneamento

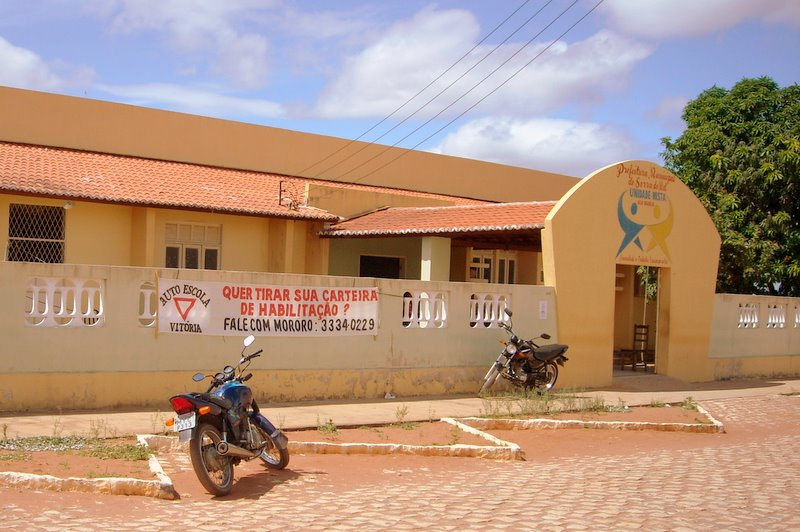
Unidade mista de saúde

Os serviços de saúde são oferecidos através de uma parceria entre a Fundação Nacional de Saúde e a Prefeitura Municipal. Na Vila Brasília há uma unidade mista que conta com 12 leitos e com uma equipe de 44 funcionários. O atendimento primário é feito nas vilas rurais, em 19 postos de saúde, através dos agentes de saúde, enquanto que os atendimentos especializados são realizados em Natal, Mossoró e Assu, tendo uma ambulância para o transporte da população.
Verificou-se que a taxa de mortalidade infantil, no ano de 1998, foi zero, em consequência do desenvolvimento de programas, tais como: Imunização, Prevenção de Câncer Uterino e Controle Familiar, Crescimento e Desenvolvimento (CD), Agentes Comunitários de Saúde (PACS), Farmácia Básica e Saúde Reprodutiva.
A Unidade Mista possui seguinte estrutura física: clínica geral, pediátrica, obstétrica, cirúrgica e médica, unidade de internamento, urgência, consultório médico, posto de enfermagem, sala de parto, raio X básico, além de uma unidade de atendimento odontológico (exodontia e restauração).

## Educação e cultura

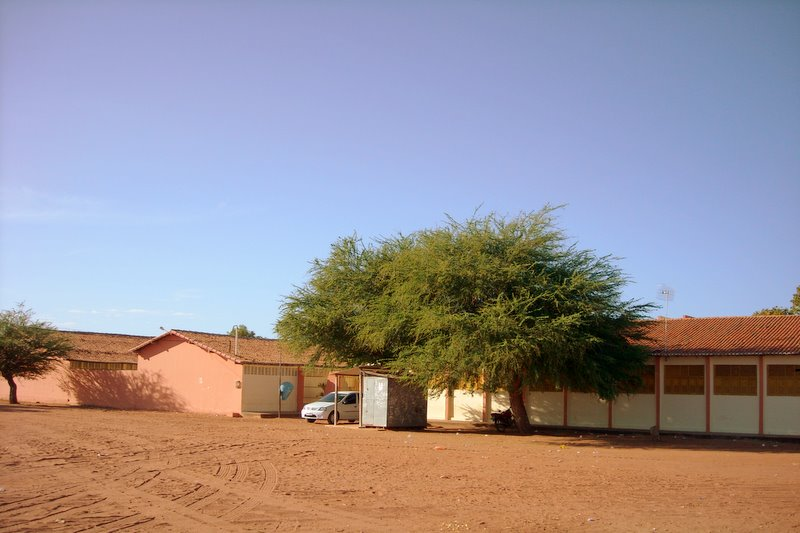
E. E. Padre José de Anchieta

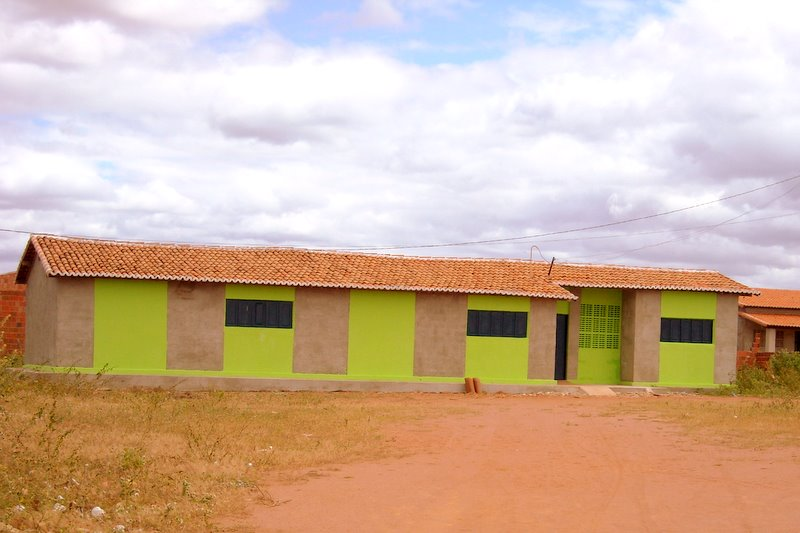
Grupinho da Vila RN

O sistema educacional no município de Serra do do Mel é formado pelas redes municipal e estadual, abrangendo atividades nos níveis de Educação Infantil, Ensino Fundamental, Ensino Médio e Educação de Jovens e Adultos. No município existem 22 (vinte e dois) estabelecimentos de ensino, sendo 3 (três) na zona urbana e 19 (dezenove) na zona rural.
O município conta ainda com uma Estação Digital, implantada em parceria com o Governo do Estado, que tem como objetivo promover a inclusão social, formar e capacitar profissionais para o mercado de trabalho e oferecer o acesso gratuito à internet.

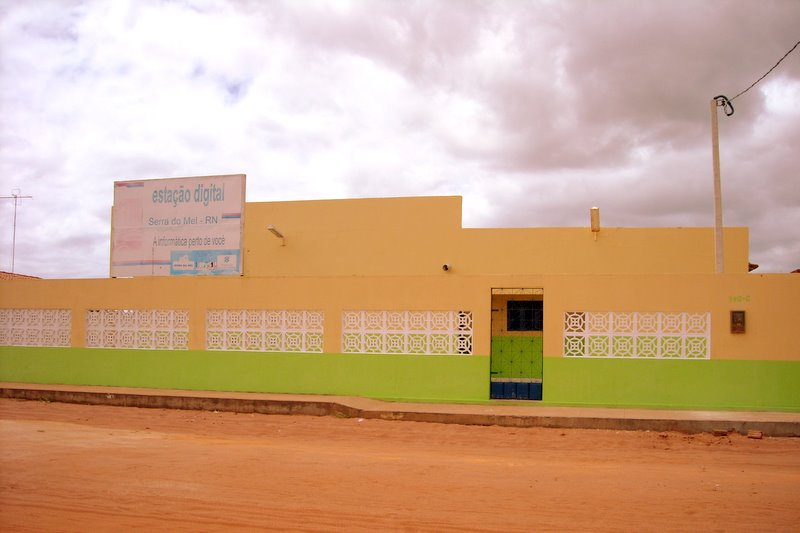
Estação Digital

A taxa de alfabetização da população do município de Serra do Mel é de 51,9%, segundo dados do último Censo Demográfico, sendo que 18,00% da população alfabetizada concentra-se na zona urbana e o restante, 82,00%, na zona rural.
Com relação à qualidade do ensino medida pelo índice IDEB - Índice de Desenvolvimento da Educação Básica - o Sistema Municipal de Ensino aparece bem colocado no ranking estadual, saltando da nota 2.8, registrada no ano de 2005 para o Ensino Fundamental (Séries Iniciais), para a nota 3.6, já em 2007. Alcançando assim uma nota que, de acordo com as metas do IDEB, estava projetada somente para 2011.

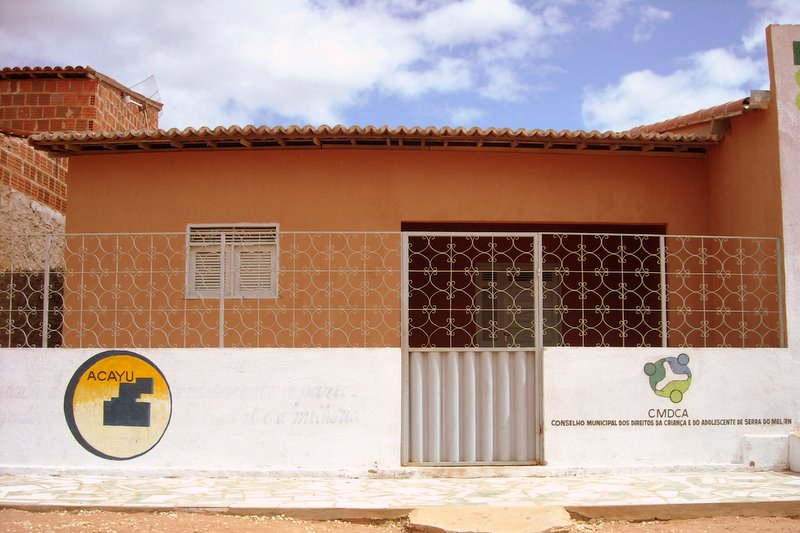
Projeto Meninos da Serra